# Brontotheriidae
Brontotheriidae är en utdöd familj med uddatåiga hovdjur som levde i Nordamerika och Asien under paleogen. De var stora växtätare, liknande vår tids noshörningar. 

## Vetenskapligt namn
Namnet Brontotheriidae härstammar ursprungligen från en indianlegend. Amerikanska indianer hittade ibland fossila ben efter dessa djur, särskilt efter åskväder. Det uppstod en legend som berättade att benen kom från jättelika djur som levde i himlen, och åskan var ljudet av dessa bjässar som kom ner från himlen och landade på marken. Indianerna själva kallade dem "Åskhästar". När forskarna lärde känna djuren namngavs de efter indianernas legend.[källa behövs]

## Beskrivning
Brontotheriiderna var stora, fyrbenta djur, som ovan nämnts mycket lika sina släktingar noshörningar. Liksom noshörningar hade brototheriider horn på nosen, dock inte av hår, utan ben. Dessa hade olika former beroende på släkte, till exempel Y-form. Brontotheriiderna var också större än noshörningar, ibland dubbelt så stora. Deras andra nutida släktingar är tapirer och hästar.